# Jesús Miguel Rollán Prada
Jesús Miguel Rollán Prada (Madrid, 4 d'abril de 1968 - la Garriga, Vallès Oriental, 11 de març de 2006) va ser un jugador de waterpolo madrileny, instal·lat a Catalunya, on desenvolupà la major part de la seva carrera esportiva. Jugava a la posició de porter i estava considerat com un dels millors waterpolistes del món.

## Història
S'inicià a waterpolo al Club Vallehermoso. Amb una beca esportiva sota el braç, es traslladà a la Residència Blume de Barcelona on prengué contacte amb l'elit de l'esport. A Barcelona jugà amb el CN Catalunya club amb qui guanyà la Copa d'Europa del 1995. Debutà a uns Jocs Olímpis el 1988 a Seül amb només 20 anys. Disputà en total cinc Jocs Olímpics guanyant una medalla d'or i una de plata. A més guanyà dos campionats del món i nombroses medalles d'argent i bronze a altres campionats (del Món, Europa, Mediterrani, etc.).
De caràcter extravertit i alegre, era un autèntic líder a la piscina. Formà, juntament amb homes com Manel Estiarte, Jordi Sans, Daniel Ballart o Pedro García Aguado una de les generacions més exitoses del waterpolo mundial. Després d'uns últims anys amb moltes lesions es retirà el 2004 acabats els Jocs Olímpics d'Atenes.
Enginyer agrònom a nivell d'estudis, Jesús Rollán va morir l'11 de març del 2006 a la Garriga (Vallès Oriental) en caure des d'una terrassa d'un centre especialitzat en el tractament d'addiccions on era ingressat feia cinc mesos.

## Trajectòria esportiva
- Club Vallehermoso
- Chiavari Nuoto (Itàlia) (entrenador)

## Palmarès

### Clubs
- Copa d'Europa: 2 (1995, 2003)
- Recopa d'Europa: 1 (1992)
- Lliga espanyola: 7
- Copa espanyola: 7
- Supercopa d'Espanya: 2
- Lliga italiana: 1

### A nivell de selecció
- Medalla d'Or als Jocs Olímpics d'Atlanta 1996
- Medalla d'Argent als Jocs Olímpics de Barcelona 1992
- Medalla d'Or al Campionat del Món de Perth 1998
- Medalla d'Or al Campionat del Món de Fukuoka 2001
- Medalla d'Argent al Campionat del Món de Perth 1991
- Medalla d'Argent al Campionat del Món de Roma 1994
- Medalla d'Argent al Campionat d'Europa d'Atenes 1991
- Medalla de Bronze al Campionat d'Europa de Sheffield 1993
- Medalla de Bronze a la Copa del Món de Sydney 1999
- Medalla d'Or als Jocs de Mediterrani de Tunis 2001
- Medalla de Bronze als Jocs de Mediterrani de Bari 1997
- Medalla d'Or al Campionat del Món Júnior de São Paulo 1987